# Hala Stulecia
Hala Ludowa (Folkets hall) eller Hala Stulecia (Hundraårshallen), ursprungligen Jahrhunderthalle, är en historisk byggnad i Wrocław i Polen, byggd efter ritningar av Max Berg. Hallen, som än idag används som utställnings- och evenemangshall, uppfördes 1911–1913 där det tidigare legat en hästkapplöpninganläggning och under förberedelserna för en utställning till minnet av 100-årsjubileet av slaget vid Leipzig. Kupolen gjordes av förstärkt betong, är 42 meter hög och har en inre diameter på 69 meter. Den var den största byggnaden i sitt slag vid tiden för uppförandet. 
Byggnaden blev ett världsarv 2006.